# Karl Hanusch

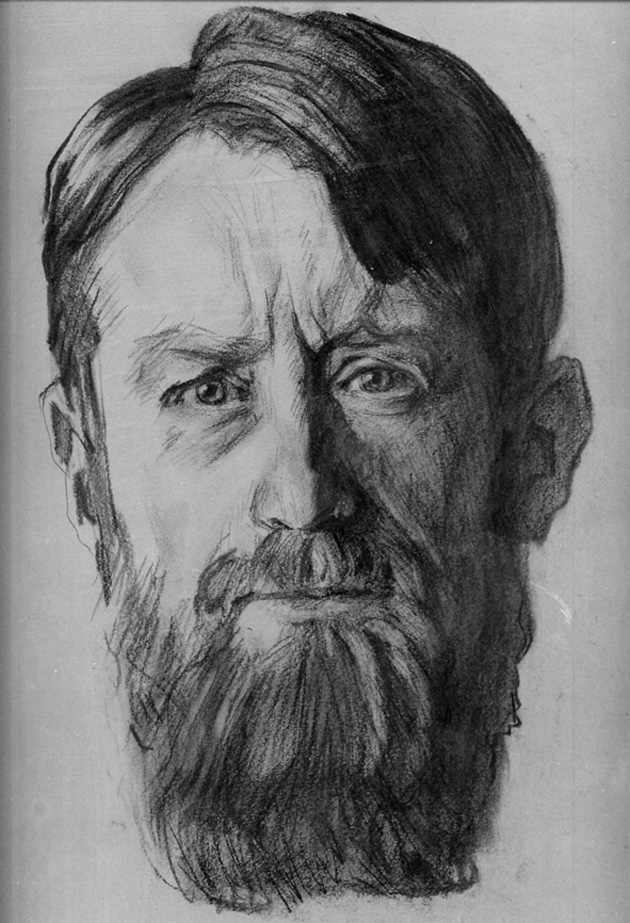
Selbstbildnis (Kohlezeichnung, um 1920)

Karl Hanusch (* 9. Mai 1881 in Niederhäslich (heute Freital); † 19. November 1969 in Dresden) war ein  deutscher Maler und Grafiker.

## Leben
Nach einer Lehrzeit als Dekorationsmaler und Besuch der Kunstgewerbeschule Dresden studierte er von 1900 bis 1906 an der Dresdner Kunstakademie unter anderem bei Raphael Wehle, Friedrich Preller, Osmar Schindler und Richard Müller sowie ab April 1903 bei Carl Bantzer, mit dem er auch in Goppeln, Großsedlitz und Willingshausen malte.
Ab April 1903 arbeitet er im Sommer oft auf Sylt; für den Dürerbund-Gründer Ferdinand Avenarius gestaltet er dessen Haus in Kampen (Sylt) nach den Vorstellungen des Kunstwarts.
1907 und 1908 war er Privat-Mallehrer in Wien und bereiste Mähren, 1910 auch Paris und Brüssel (Weltausstellung).
Ab 1909 unterrichtete er zeitweise die Zeichenlehrer an der Kunstakademie Breslau bei Hans Poelzig, ab 1919 Professor für Grafik und Leiter der Kunstdruck-Werkstatt. Er war Mitglied des Künstlerbundes Schlesien und der „Gruppe 1922“.
Von 1922 bis 1934 war er Direktor der Staatlichen Kunstschule für Textilindustrie Plauen, die er durch neue Lehrpläne, Anstellung geeigneter Lehrer (Otto Lange, Johannes Avenarius, Wilhelm Heckrott) und Gastvorträge bedeutender Künstler (Emil Orlik, Lyonel Feininger, Paul Klee, Wassily Kandinsky) zu einem angesehenen Institut entwickelte. In dieser Zeit war er auch Mitglied der Willingshäuser Malerkolonie.
1923 heiratete er Julie Winter. 1924 unternahm er Reisen nach Paris und Mailand.
1933 wurde er wegen „Kunstbolschewismus“ zunächst beurlaubt, dann entlassen. Er wohnte in Plauen zuletzt in der Pausaer Straße 36. 1938 erhielt er Malverbot und wurde verfemt. Bis Kriegsende lebte er zurückgezogen in seiner Heimat Freital-Niederhäslich. Nach der Zerstörung Dresdens nahm er Wolfgang Schumann, dessen Ehefrau Eva Schumann sowie Marianne Bruns bei sich auf.
1945 war er Mitbegründer der Gewerkschaft Kunst und Schrifttum und dann des Verbands Bildender Künstler der DDR und half beim Aufbau der Hochschule für Bildende Künste Dresden, an der er freie Grafik lehrte und wo er zeitlebens ein Ehrenatelier zur Verfügung hatte. Eine seiner Schülerinnen war Ingeborg Lahl-Grimmer.
Er wurde 1951 Ehrenbürger von Freital, wo er parteiloser Stadtverordneter war und u. a. den Aufbau des Museums unterstützte, und 1957 von Willingshausen, wo er nach dem Tod von Carl Bantzer den Vorsitz des Vereins „Malerstübchen“ übernommen hatte.

## Werke

### Tafelbilder (Auswahl)
- Junge vor dem Jugendgericht (KH-351), Öl um 1907/1908, 110 cm × 70 cm, Städtische Galerie Dresden
„Er hat z. B. einen Wiener Straßenjungen mit frischer, beweglicher Kunst gemalt, so lebendig, daß das Urbild des proletarischen Kindes daraus geworden ist.“ (W. Schumann 1951)
- Meine Bücherstube (KH-730), Öl um 1922, 65 cm × 92 cm, Städtische Sammlungen Freital
„Die Versunkenheit dieses Zimmers, seine Dürftigkeit und doch wieder seine bescheidene Behaglichkeit – die Seele des Raumes – ist dem Maler das eigentliche Bildmotiv gewesen.“ (Oberhess. Zeitung 1937)
- Briketts (KH-442), Öl um 1931, 58 cm × 65 cm,[1] Stiftung Schlesisches Museum zu Görlitz
„Niemand hatte bisher gesehen, daß diesen nur praktisch geschätzten Gebilden ein solch sprühendes Leben innewohnt.“ (A. Kippenberger 1961)
- Bildnis Carl Bantzer (frontal) (KH-254), Öl 1937, 47 cm × 37 cm, Marburger Universitätsmuseum
„Auf der grauen Leinwand sitzt immer sogleich der richtige Ton am richtigen Fleck. Es ist äußerst sparsam verfahren und technisch verblüffend klar. Infolgedessen macht auch die Gesamtwirkung den Eindruck starker Klarheit.“ (W. v. Reitzenstein 1937)
- Mann mit blauem Paket, Öl; 1938 auf der Großen Deutschen Kunstausstellung von Hitler für 900 RM erworben[2]

- Winterlandschaft, Mischtechnik, 72 × 90, um 1945; ausgestellt 1953 auf der Dritten Deutschen Kunstausstellung[3]

- Gartenhaus im Winter, Mischtechnik, 46 × 77 cm; ausgestellt 1953 auf der Dritten Deutschen Kunstausstellung[4]

- Heimkehrer (KH-602), Öl 1950, 92 cm × 66 cm,[5] Städtische Sammlungen Freital
„Er malte gern einfache, oft schüchtern – unsichere Personen in alltäglicher Situation wie den Jungen vor dem Jugendgericht (um 1907/1908), die Junge Arbeiterin/Mathilde 1909, den Mann mit blauem Paket 1927, die Schwälmer Bäuerin mit Napfkuchen 1945 oder den Heimkehrer 1950.“ (K. Schneider 2006)
- Max Richter, Öl auf Leinwand, 1958[6]
- Baubesprechung in einer Einwohnerversammlung, Mischtechnik, 1958[7]

### Druckgrafik (Auswahl)
- Kampen-Sylt (KH-1054), Radierung 1921, 21 cm × 30 cm, Privatbesitz
„Von großer malerischer Feinheit ist auch das Mauerwerk in den Dünen, an dem jeder Stein nach Dürerscher Art belebt ist.“ (C. Bantzer 1938)
- Dünen auf Sylt-1 (KH-490), Radierung 1929, 21 cm × 24 cm, Stiftung Schlesisches Museum zu Görlitz
„Prof. Hanusch zeichnet sofort unkorrigierbar, direkt vor der Natur auf die Platte… Er arbeitet größtenteils rein graphisch, indem nur die Linie … zum Sprechen kommt.“ (I. Wenzkat 1964)
- Dorfstraße in Willingshausen (KH-624), Radierung 1929, 24 cm × 32 cm, Kupferstichkabinett Dresden
„Diese Radierung bildete den Anfang einer Reihe von Radierungen, die mit einer bis zum Äußersten gesteigerten Schärfe der Beobachtung und mit großer malerischer Feinheit die Schönheit der Schwälmer Bauernhäuser zeigen und noch zeigen sollen.“ (C. Bantzer 1950)

### Zeichenkunst (Auswahl)
- Nacht auf Sylt (KH-897), Aquarell 1910, 34 cm × 52 cm, Privatbesitz
„Und wenn ich abends draußen am Meer bin und westwärts das Gewölk sich senkt der Sonne nach und ostwärts schon der Mond sich durchs Wolkendunkel drängt und wutrot in borstige Heiderücken beist…, dann steh ich eben wieder da und merk die Malerqual der Welt.“ (K. Hanusch um 1909)
- Blick über die Hinterhäuser (Zeichnung, 1925)[8]
- Eingepackter Tisch (Bleistiftzeichnung, 20,8 × 22 cm, 1944)[9]
- Gefaltete Hände (Pinselzeichnung, vor 1954)[10][11]
- Knabenbildnis (Pastell, 1955)[12]
- Bildnis Wolfgang Schumann (Pastell, 36 × 30 cm, 1955)[13]

## Ausstellungen

### Einzelausstellungen
- 1961: Freital, Haus der Heimat („Das grafische Werk“)

- 1981: Freital, Haus der Heimat („Malerei, Grafik“)

- 2006: Freital, Kunstverein Freital im Einnehmerhaus („Leben und Werk“)

### Ausstellungsbeteiligungen
- 1938: München, Große Deutsche Kunstausstellung

- 1947: Dresden, Erste Ausstellung Dresdner Künstler[14]

- 1953: Dresden, Dritte Deutsche Kunstausstellung